# Zadnistrea, Sambir
Zadnistrea (în ucraineană Задністря) este un sat în comuna Ralivka din raionul Sambir, regiunea Liov, Ucraina.

## Demografie
Componența lingvistică a localității Zadnistrea
     Ucraineană (95,68%)
     Alte limbi (1,66%)
Conform recensământului din 2001, majoritatea populației localității Zadnistrea era vorbitoare de ucraineană (95,68%), existând în minoritate și vorbitori de polonă (2,66%).